# كريستينا ريد (كاتبة)
كريستينا ريد (بالإنجليزية: Christina Reid)‏ هي كاتِبة وكاتبة مسرحية بريطانية، ولدت في 12 مارس 1942، وتوفيت في 31 مايو 2015.

## وصلات خارجية
- كريستينا ريد على موقع IMDb (الإنجليزية)
- كريستينا ريد على موقع قاعدة بيانات الفيلم (الإنجليزية)